# Hampton (Nuevo Brunswick)
Hampton es una parroquia canadiense situada en la provincia de Nuevo Brunswick.

## Superficie
Hampton tiene una superficie de 121,24 km².

## Demografía
En 2021, tenía 2969 habitantes, una densidad poblacional de 24,5 hab./km², y 1216 viviendas.